# هاري هاركنيس
هاري هاركنيس (بالإنجليزية: Harry Harkness)‏ هو طيار ومهندس أمريكي، ولد في 17 يوليو 1880، وتوفي في 23 يناير 1919 بسبب الإنفلونزا الإسبانية وإنفلونزا.